# Gonomyia florens
Gonomyia florens är en tvåvingeart som beskrevs av Alexander 1916. Gonomyia florens ingår i släktet Gonomyia och familjen småharkrankar. Inga underarter finns listade i Catalogue of Life.